# Plexippus yinae
Plexippus yinae är en spindelart som beskrevs av Peng X., Li S. 2003. Plexippus yinae ingår i släktet Plexippus och familjen hoppspindlar. Inga underarter finns listade i Catalogue of Life.